# Parupeneus barberinoides
Parupeneus barberinoides es una especie de peces de la familia Mullidae en el orden de los Perciformes.

## Morfología
• Los machos pueden llegar alcanzar los 30 cm de longitud total.

## Distribución geográfica
Se encuentra en el Pacífico occidental: desde las Molucas y Filipinas hasta Samoa Occidental, las islas Ryukyu, Nueva Caledonia, Tonga, República de Palau, las islas Carolinas e islas Marshall.

## Hábitat
Es un pez de mar.